# Batalha de Lincoln (1878)
A Batalha de Lincoln (14 de Julho - 19 de Julho de 1878) foi como ficou conhecido o confronto que colocou fim a chamada Guerra do Condado de Lincoln. Depois de quase seis meses de confronto com as forças do cartel de James Dolan, a facção de Alexander McSween é desmembrada e seu braço armado, os Reguladores do Condado de Lincoln, é dispersado pelas forças de Dolan e das tropas do Coronel Nathan Dudley. 

## O Confronto de Cinco Dias
Depois da morte do Xerife William J. Brady, George Warden "Old Dad" Peppin, um dos homens de James Dolan, assumiu o cargo como Xerife de Lincoln. As seis da tarde do dia 14 de Julho de 1878, o efetivo de Peppin em Lincoln foi reforçado pela chegada de Buck Powell e seu bando, que anunciaram sua aproximação realizando vários disparos em direção a casa dos McSween. Os tiros alertaram um pequeno grupo dos Reguladores, posicionados em uma loja anexa a casa de McSween. Liderados por William Bonney, o bando atravessou a rua em direção a casa de Alex McSween, enquanto atiravam contra o grupo de Peppin para obter cobertura.
Com toda a sua força na cidade, os Reguladores estavam dispostos em diversos pontos diferentes. Na casa dos McSween estavam Billy Bonney, Alexander McSween, Doc Scurlock, Jim French, "Tiger Sam" Smith, Tom Cullins, Jose Chavez y Chavez, Tom O'Folliard, Vicente Romero, Francisco Zamorra, Yginio Salazar, Ignacio Gonzales, Jose Sanchez e Florencio Chavez. Além dos combatentes, também estavam na casa a esposa de Alexander, Susan McSween, sua irmã Elizabeth Shield, seus cinco filhos e o advogado Harvey Morris. Alguns metros à leste da casa dos McSween, no antigo armazém da loja de Tunstall, estavam posicionados Henry Brown, George Coe e Joe Smith. Do outro lado da rua, na loja de um aliado local, estavam Martin Chavez, Fernando Herrera, sogro de Scurlock e mais vinte de seus homens. Cem metros descendo a mesma rua, na Ellis' Store, estavam: John Middleton, Charlie Bowdre, Frank Coe e Steve Stephens. Além de outros recrutados espalhados pela cidade.
O primeiro movimento de um dos lados beligerantes foi tomado pelo Xerife George Peppin, que enviou Jack Long para anunciar os mandados de custódia aos ocupantes armados na casa dos McSween. Logo que Long adentrou a propriedade, foi recebido por uma saraivada de tiros de aviso, pois nenhuma das balas acertou o agente.
Na terça-feira, dia 16 de Julho, os dois lados trocaram tiros sem nenhuma baixa em ambos. Impaciente com o impasse, James Dolan requisitou a assistência das tropas do Coronel Nathan Dudley, que formalmente recusou. Enviando o soldado Berry Robinson para levar a mensagem. O mensageiro não retornou, segundo Dolan, pelo fato de ter sido alvejado por um dos ocupantes da casa dos McSween. Dudley, então, enviou dois de seus oficiais e mais cinco homens para investigar o ocorrido. O pelotão chegou a Lincoln na noite do dia 17 de Julho. Na manhã desse mesmo dia, um dos combatentes de James Dolan, Charlie Crawford, foi atingido por um tiro no estômago disparado por Fernando Herrera. Crawford morreu alguns dias depois, em consequência do ferimento.
Na noite do dia 18 de Julho, Dudley se reuniu com seus oficiais e decidiu que suas tropas deveriam intervir em prol da segurança das mulheres e das crianças envolvidas pelo fogo cruzado. Na manhã seguinte, o Capitão George Purington marchou para Lincoln liderando mais quatro oficiais, uma coluna de infantaria e outra de cavalaria, totalizando 35 homens mais um pelotão de obuzeiros e uma Metralhadora Gatling. Apesar do álibi inicial para intervir com suas tropas no conflito, o Coronel Dudley fez o mínimo possível para zelar pela segurança das mulheres e crianças de Lincoln. 
A intervenção claramente parcial das tropas de Dudley quebrou o equilíbrio de forças do conflito. Sobe a ameaça dos obuses de Fort Stanton, os ocupantes da Montano Store abandonaram suas posições e seguiram para a loja dos Ellis. Sob cessar fogo, a sobrinha de McSween, Minnie Shield, entregou uma carta escrita pelo próprio Alexander à Nathan Dudley. O conteúdo dizia: "Cel. Dudley, o Sr. teria a gentileza de me informar porque tropas federais cercam a minha Casa? Antes que o Senhor coloque minha propriedade abaixo, gostaria de informá-lo que o delegado nomeado, Jose Chavez y Chavez tem um mandado de prisão para o suposto Xerife Peppin e seus homens, por assassinato e roubo. Respeitosamente, Alexander McSween". Depois de uma fracassada tentativa de negociação com McSween, Peppin e seu homens, com o apoio da artilharia de Dudley, preparavam-se para cercar a Ellis Store. Quando sua movimentação foi percebida por seus ocupantes, estes debandaram de suas posições e atiraram em direção a Peppin e seus grupo, fugindo para fora da cidade em seguida.
Na noite do dia 19 de Julho, as forças do Delegado Peppin começaram suas tentativas para colocar fogo na casa de McSween. A primeira tentativa falhou, visto que Elizabeth Shield e sua filha Minnie apagaram as chamas que começavam nas paredes da cozinha, parte lateral da casa. Na segunda tentativa o fogo começou a se espalhar mais rápido e quando os ocupantes da casa tentaram apaga-lo novamente, foram afastados por tiros disparados pelos homens de Dolan e Peppin. Conforme as chamas se espalhavam, o espaço na casa diminuía e os combatentes decidiram que as crianças e as mulheres deviam sair da casa. Segundo Susan, McSween estava triste e desanimado, quando Billy pediu que ele se recobrasse, pois eles iam começar a fuga. Quando o tiroteio parou, uma caravana acompanhada pelo Capitão Blair e mais cinco homens resgatou Susan, Elizabeth, Minnie e as outras crianças da casa.

### A Fuga dosReguladorese a morte de McSween
Durante a madrugada, as chamas já tornavam a situação dos Reguladores lá dentro insustentável. Enquanto isso, intermináveis tiros eram trocados pelos beligerantes. Estima-se que mais de 2.000 disparos teriam sido efetuados durante a noite. Billy The Kid, Chavez y Chavez, Tom O'Folliard e Harvey Morris foram os primeiros a tentar sair; os quatro correram agachados pelo portão lateral da casa, quando finalmente saíram das sombras da propriedade, os soldados de Dudley e os homens de Dolan começaram os disparos; Morris, atingido por um dos tiros, morreu instantâneamente; The Kid devolveu os disparos, acertando John Kinney de raspão. Billy, Jose Chavez e O'Folliard se embrenharam na escuridão do Rio atrás da casa dos McSween e por ali, fugiram da cidade. Vicente Romero, Francisco Zamora e Alex McSween não tiveram a mesma sorte, enquanto tentavam fazer o mesmo caminho que Billy e os outros, foram surpeendidos por Robert Beckwith e John Jones. No confronto, McSween, Romero, Zamora e o próprio Beckwith caíram mortos. Ignácio Gonzales, Florencio Chavez e Jose Sanchez também escaparam na confusão. Yginio Salazar, mesmo mortalmente ferido, conseguiu fugir para casa de sua cunhada, a oito milhas de Lincoln. Lá, foi milagrosamente salvo pelo Dr.Appel.